# Bathurst (Nuevo Brunswick)

Mapa topográfico de Bathurst

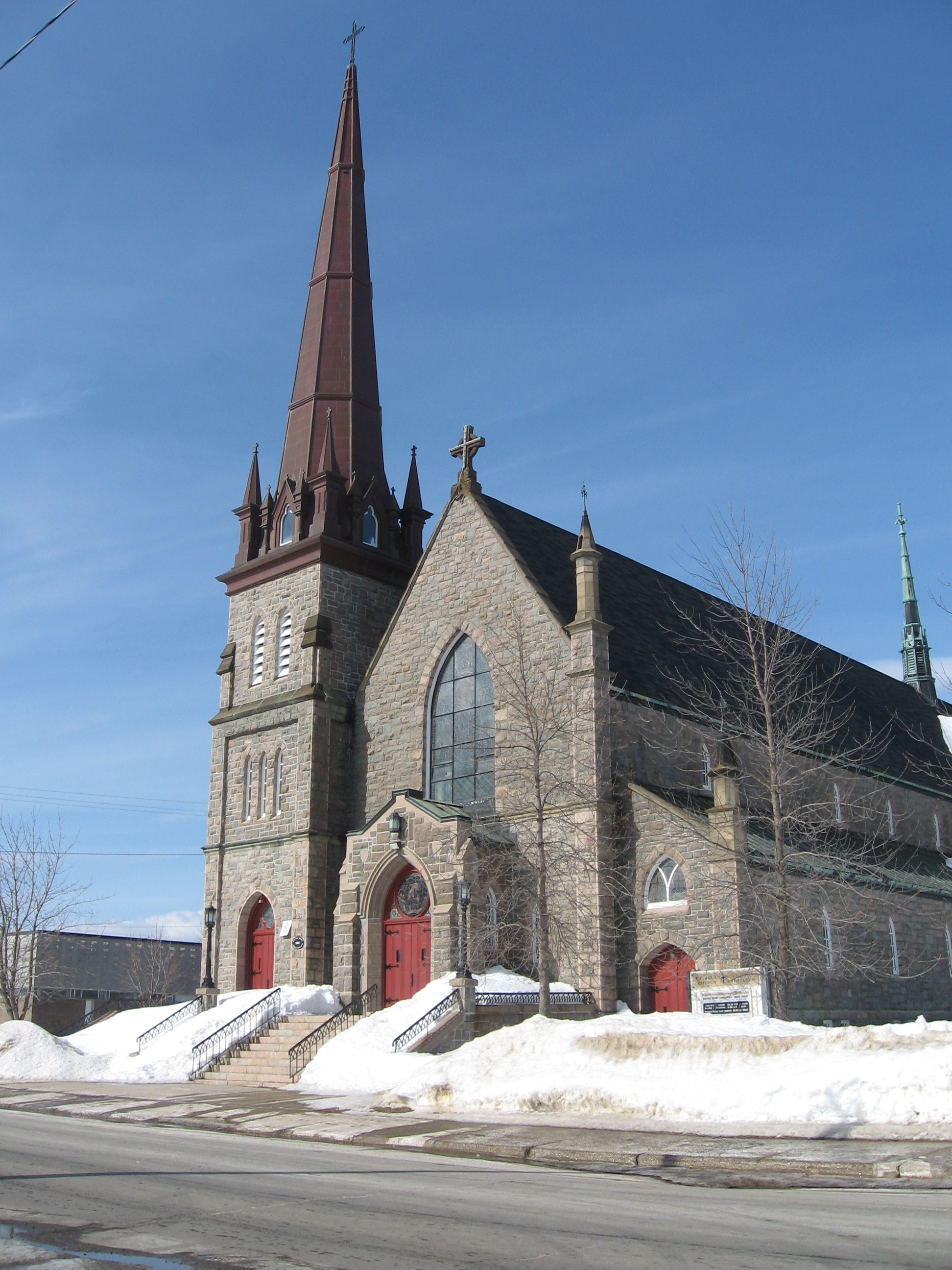
Catedral del Sagrado Corazón

Bathurst es una ciudad canadiense de la provincia de Nuevo Brunswick en el condado de Gloucester, en las proximidades del estuario del río Nepisiguit.
De acuerdo con el censo de 2011, su población era de 12.275 habitantes.

## Historia
Antes de la llegada de los colonos europeos, la zona estuvo habitada por la nación Micmac. Los primeros colonos vinieron de Francia a partir del siglo XVII pasando a llamarse Colonia de Acadia. Tras la Guerra de los Siete Años, pasó a control británico hasta el XIX. Uno de los colonizadores fue Hugh Munro, considerado el "primer fundador de la colonia". En 1807 presentó su candidatura como juez del juzgado de primera instancia del condado de Northumberland y en 1828 obtuvo un escaño en la novena legislatura de Nuevo Brunswick como representante de Gloucester.
En 1876, la localidad quedó comunicada con el exterior mediante la inauguración de la línea férrea Intercolonial que enlazaba Bathurst con el resto del continente, esencial para el desarrollo industrial, en especial en el sector de las minas de zinc.
En 1904 se construyó el puerto que permitiría la extensión del ferrocarril y la conexión con el servicio ferroviario del golfo aparte de la construcción de una oficina de correos, varios establecimientos, hoteles, molinos de harina y de gravilla, tres piscifactorías industriales, talleres e iglesias. Por entonces, la población ya rondaba 3.000 habitantes y en 1912 obtuvo el estatus de ciudad.

## Geografía
Bathurst está localizada en la desembocadura del río Nepisiguit, al sur de la bahía de Chaleur. La zona portuaria se encuentra rodeada por dos cordones litorales: Carron Point y Alston Point. Al norte se encuentra la playa Provincial de Youghall.